# Kyansittha
Kyansittha (tiếng Myanmar: ကျန်စစ်သား, phiên âm quốc tế: [tɕàɴsɪʔθá]; còn viết: Kyanzittha; 1041–1113) là một vị vua nhà Pagan, Myanmar, trị vì từ năm 1084 đến năm 1113. Ông là một trong những vị vua Myanmar vĩ đại nhất. Ông đã tiếp nối Vua Anawrahta tiến hành các cải cách xã hội, kinh tế và văn hóa. Myanmar dưới sự cai trị của ông đã trở thành một cường quốc. Văn hóa và ngôn ngữ Myanmar tiếp tục xây dựng được nền tảng vững chắc.
Trước khi làm vua, Kyansittha là một vị tướng tài của Anawrahta. Ông hai lần bị đi đầy do có quan hệ tình cảm với Hoàng hậu Manisanda. Khi Vua Sawlu bị quân nổi dậy người Môn giết chết, Kyansittha đã kế vị.

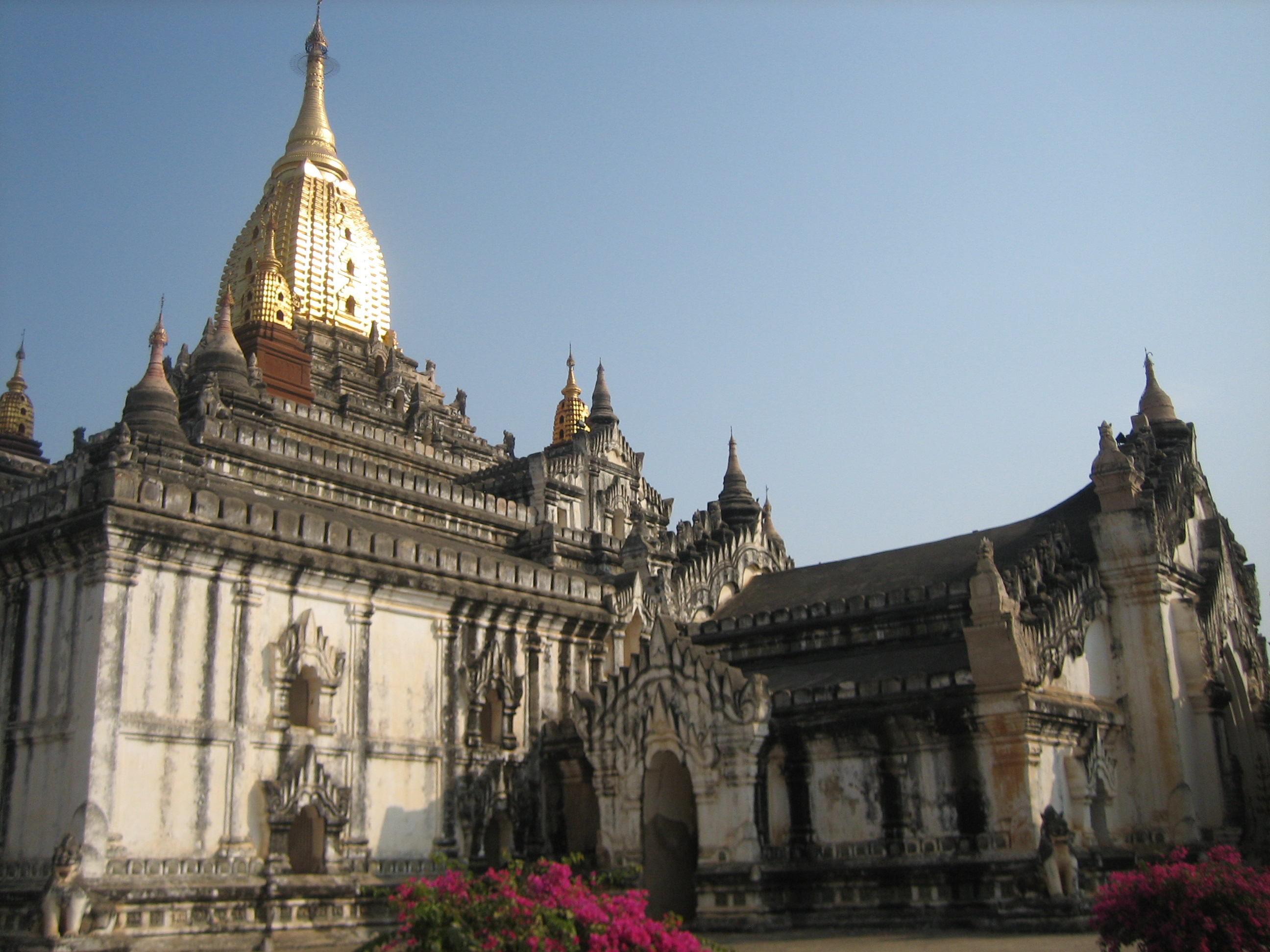
Chùa Ananda

Là một người yêu văn hóa Môn, ông đã theo đuổi một chính sách đoàn kết với người Môn ở miền nam Myanmar, và góp phần khiến cho cả triều đình Myanmar nói chung cũng hâm mộ ngôn ngữ và văn hóa Môn. Chính vào thời ông cai trị, các phong cách văn hóa của người Miến, người Môn, và Phật giáo đã hòa trộn thành truyền thống văn hóa Myanmar và bắt đầu đạt đến mức độ chín muồi. Các ghi chép bằng tiếng Miến bắt đầu được sử dụng cùng với văn tự Pyu, Môn, và Pali. Một thời kỳ thanh bình và thịnh trị kéo dài khiến cho Myanmar trở nên giàu có, nông nghiệp và thương mại phát triển, và các đền đài lớn đã bắt đầu được xây dựng. Kyansittha đã hoàn thành việc xây dựng chùa Shwezigon mà Vua Anawrahta còn làm dở, và cho xây chùa Ananda. Kinh đô Pagan (thành phố Bagan ngày nay) của Myanmar thời đó trở thành một trung tâm Phật học lớn. Phật giáo Thượng tọa bộ tiếp tục xây dựng nền tảng vững vàng, trong khi các tông Ari, Đại thừa và Hindu tiếp tục phổ biến. Myanmar trở thành một đế quốc lớn ở Đông Nam Á lúc đó cùng với Đế quốc Khmer (Campuchia), được nhà Tống (Trung Quốc) và triều Chola (Ấn Độ) thừa nhận là một vương quốc độc lập.
Kyansittha được người dân Myanmar yêu mến và là chủ đề cho văn học và nghệ thuật của đất nước này.